# РК Пелистер Битољ
Рукометни клуб Пелистер је рукометни клуб из Битоља, Северна Македонија. Клуб је основан 1946. године и тренутно се такмичи у Суперлиги Македоније.

## Историја
Клуб је основан 1946. под именом Пелагонија и био је први рукометни клуб у Македонији.
Све до осамдесетих година 20. века клуб се такмичио у нижим ранговима, а од сезоне 1983/84. је постао стандардан члан Прве савезне лиге Југославије. Пелистер је 1986. постао први македонски клуб који је заиграо у неком европском такмичењу, када је играо против Атлетико Мадрида. Први значајнији резултат клуб је постигао у сезони 1985/86. када је заузео треће место у Првој лиги. Наредне две сезоне су биле најуспешније у дотадашњој историји клуба, Пелистер је у сезонама 1986/87. и 1987/88. заузео друго место, оба пута иза тада доминантне шабачке Металопластике. Као другопласирани је у сезони 1988/89. играо у ЕХФ купу, и остварио је свој до тада најбољи резултат стигавши до четвртфинала, где је у двомечу поражен од источнонемачког Форвертса (35:38).
Након што је 1992. формирано првенство Македоније, Пелистер је постао најуспешнији клуб освојивши до 2000. пет титула у осам одиграних сезона. Такође је у том периоду освојено и четири трофеја националног купа, 1994, 1996, 1998. и 1999. године. Пелистер је у сезони 1995/96. стигао до полуфинала Купа победника купова, где је за противника има немачки Лемго. У првом мечу у гостима Пелистер је поражен са 25:23, ипак у реваншу победа од 24:23 није била довољна па је Лемго прошао даље и на крају и освојио трофеј.
Највећи успех у европским такмичењима је остварен у сезони 2001/02, када је Пелистер играо финале ЕХФ Челенџ купа. Редом су падали руски Зилант Казањ, француски Пари Сен Жермен, грчки ГАЦ Кикис и на крају у полуфиналу дански Фредериксберг након седмераца (61:60 укупан резултат). У финалу је ипак поражен од данског Скјерна, Пелистер је имао чак седам голова предности из првог меча код куће (27:20), али је у реваншу ипак поражен убедљиво са 34:17.
Године 2005. Кометал Трифуна Костовског је постао спонзор клуба и вратио клубу славне дане пошто је освојена дупла круна (првенство и куп), међутим, успех је био кратког века јер је Кометал отишао већ наредне сезоне. Од тада Пелистер је имао доста финансијских проблема и није имао значајнијих резултата.

## Успеси

### Национални
- Суперлига Македоније :

Првак (6): 1992/93, 1993/94, 1995/96, 1997/98, 1999/00, 2004/05.
- Куп Македоније :

Освајач (5): 1994, 1996, 1998, 1999, 2005.
- Прва савезна лига Југославије :

Друго место (2): 1986/87, 1987/88.
Треће место (1): 1985/86.

### Међународни
- ЕХФ Куп победника купова :

Полуфинале (1): 1995/96.
- ЕХФ Челенџ куп :

Финалиста (1): 2001/02.
- ЕХФ куп :

Четвртфинале (1): 1988/89.
- Међународни рукометни турнир у Добоју :

Освајач (2): 1996, 1997.